# Julie Schmitt
Julie Schmitt (Cham (Alemania), 6 de abril de 1913-Múnich, Alemania, 10 de diciembre de 2002) fue una gimnasta artística alemana, campeona olímpica en Berlín 1936 en el concurso por equipos.

## Carrera deportiva
En las Olimpiadas de Berlín de 1936 ayuda a su equipo a conseguir el oro en el concurso por equipos, quedando situadas en el podio por delante de las checoslovacas y húngaras, y siendo sus compañeras: Anita Bärwirth, Isolde Frölian, Friedl Iby, Trudi Meyer, Paula Pöhlsen, Erna Bürger y Käthe Sohnemann.